# Michael Swanwick
Michael Swanwick, född 18 november 1950 i Philadelphia, är en amerikansk författare. Han debuterade på 1980-talet med långnovellen "The Feast of Saint Janis" och började skriva på heltid 1983. Hans noveller har flera gånger belönats med Hugopriset, ett av den engelskspråkiga världens mest presigefyllda pris för science fiction-litteratur.